# Tom Renney
Thomas Renney (né le 1er mars 1955 à Cranbrook, dans la province de la Colombie-Britannique, au Canada) est un entraîneur professionnel canadien de hockey sur glace.

## Statistiques
| Saison     | Équipe               | Ligue      |     | Saison régulière | Saison régulière | Saison régulière | Saison régulière | Saison régulière | Saison régulière | Saison régulière |    | Séries éliminatoires | Séries éliminatoires          | Séries éliminatoires | Séries éliminatoires |
| Saison     | Équipe               | Ligue      | PJ  | V                | D                | N                | Pr.              | Pts              | Classement       | PJ               | V  | D                    | Résultat                      |                      |                      |
| 1990-1991  | Blazers de Kamloops  | LHOu       | 72  | 50               | 20               | 2                | 0                | 102              | 1er ouest        | 12               | 5  | 7                    | Demi-finale                   |                      |                      |
| 1991-1992  | Blazers de Kamloops  | LHOu       | 72  | 51               | 17               | 4                | 0                | 106              | 1er ouest        | 17               | 12 | 5                    | Vainqueurs                    |                      |                      |
| 1996-1997  | Canucks de Vancouver | LNH        | 82  | 35               | 40               | 7                | -                | 77               | 4e Pacific       | -                | -  | -                    | Non qualifiés                 |                      |                      |
| 1997-1998  | Canucks de Vancouver | LNH        | 19  | 4                | 13               | 2                | -                | 10               | Limogé           | -                | -  | -                    | Non qualifiés                 |                      |                      |
| 2003-2004  | Rangers de New York  | LNH        | 20  | 5                | 11               | 0                | 4                | 14               | 4e Atlantic      | -                | -  | -                    | Non qualifiés                 |                      |                      |
| 2005-2006  | Rangers de New York  | LNH        | 82  | 44               | 26               | -                | 12               | 100              | 3e Atlantic      | 4                | 0  | 4                    | Quart de finale de conférence |                      |                      |
| 2006-2007  | Rangers de New York  | LNH        | 82  | 42               | 30               | -                | 10               | 94               | 3e Atlantic      | 10               | 6  | 4                    | Demi-finale de conférence     |                      |                      |
| 2007-2008  | Rangers de New York  | LNH        | 82  | 42               | 27               | -                | 13               | 97               | 3e Atlantic      | 10               | 5  | 5                    | Demi-finale de conférence     |                      |                      |
| 2008-2009  | Rangers de New York  | LNH        | 61  | 31               | 23               | -                | 7                | 69               | Limogé           | -                | -  | -                    | Non qualifiés                 |                      |                      |
| 2010-2011  | Oilers d'Edmonton    | LNH        | 82  | 25               | 45               | -                | 12               | 62               | 5e Northwest     | -                | -  | -                    | Non qualifiés                 |                      |                      |
| 2011-2012  | Oilers d'Edmonton    | LNH        | 82  | 32               | 40               | -                | 10               | 74               | 5e Northwest     | -                | -  | -                    | Non qualifiés                 |                      |                      |
| Totaux LNH | Totaux LNH           | Totaux LNH | 510 | 228              | 215              | 9                | 57               | 523              |                  | 24               | 11 | 13                   |                               |                      |                      |